# 防府市立華陽中学校
防府市立華陽中学校（ほうふしりつ かようちゅうがっこう）は山口県防府市田島にある公立中学校。

## 沿革
- 1948年 - 中関中学校、向島中学校を統合して開校
- 1996年 - 講堂竣工

## 通学区域
以下の小学校区を通学区域とする。
- 防府市立向島小学校
- 防府市立新田小学校
- 防府市立中関小学校

## 周辺施設
- 航空自衛隊防府北基地
- キリンレモンスタジアム

## 交通アクセス
- 山陽本線 防府駅下車